# Кабери (Илиноис)
Кабери (енгл. Cabery) град је у америчкој савезној држави Илиноис.

## Демографија
По попису из 2010. године број становника је 266, што је 3 (1,1%) становника више него 2000. године.
| Група             | 2000.       | 2010.       |
| Белци             | 255 (97,0%) | 247 (92,9%) |
| Афроамериканци    | 0 (0,0%)    | 2 (0,8%)    |
| Азијати           | 0 (0,0%)    | 0 (0,0%)    |
| Хиспаноамериканци | 6 (2,3%)    | 16 (6,0%)   |
| Укупно            | 263         | 266         |